# Tonkawa Tribal Housing
Tonkawa Tribal Housing es un lugar designado por el censo ubicado en el condado de Kay en el estado estadounidense de Oklahoma. En el Censo de 2020 tenía una población de 310 habitantes y una densidad poblacional de 284,40 habitantes por km². Fue incluido como CDP en el censo de 2020.

## Geografía
Tonkawa Tribal Housing se encuentra ubicado en las coordenadas 36°40′11″N 97°15′59″O / 36.66972, -97.26639. Según la Oficina del Censo de los Estados Unidos,  tiene una superficie total de 1,09 km², todos correspondientes a tierra firme.